# Goldust
Dustin Patrick Runnels (ur. 11 kwietnia 1969 w Austin, Teksas) – amerykański wrestler, bardziej znany spod pseudonimu ringowego i gimmicku jako Goldust, w którego wcielał się nieregularnie w latach 1995–2019 w federacji WWE. Wielokrotny zdobywca tytułów mistrzowskich w wrestlingu (zdobył ich ponad 20) – m.in.: dziewięciokrotny zdobywca WWE Hardcore Championship, trzykrotny zdobywca WWE Intercontinental Championship oraz dwukrotny posiadacz tytułu WWE Tag Team Championship.

## Kariera

### Początki w wrestlingu
Karierę zawodowego zapaśnika Runnels rozpoczął w wieku 19 lat we wrześniu 1988. Przez kolejne lata występował w mniejszych federacjach amerykańskich (Championship Wrestling Association, World Championship Wrestling) oraz krótko w japońskiej All Japan Pro Wrestling. Jesienią 1990 po raz pierwszy pojawił się w World Wrestling Federation (WWF). W lutym 1991 powrócił do World Championship Wrestling, gdzie występował w tag teamie z Barrym Windhamem oraz zdobył tytuł WCW World Tag Team Championship. W latach 1993–1995 występował w walkach o mistrzostwo WCW United States Heavyweight Championship, które zdobył dwukrotnie.

### World Wrestling Federation (1995 – 1999)
Latem 1995 z powrotem rozpoczął występy w WWF, ale pod nowym gimmickiem jako Goldust. Gimmick Goldusta stanowił upiorną, tajemniczą oraz nieśmiałą, a niekiedy agresywną postać z wymalowaną na złoty kolor twarzą, z charakterystycznymi cieniowanymi na czarno oczodołami oraz złotym trykocie i blond peruce. W komunikacji z innymi uczestnikami show Goldust często podejmował komiczny flirt, zachowując nieśmiałą, ale i śmiertelnie poważną, monotonną prezentację i prezencję. Podczas walk w ringu Goldust wykorzystywał na swoich przeciwnikach manipulację i gry psychologiczne, które miały na celu rozgniewać, zmylić, odwrócić uwagę bądź rozproszyć uwagę przeciwników. W późniejszych występach rozwijano postać Goldusta – do jego gimmicku przypisano charakter drag queen z obsesją na punkcie filmów i wszystkiego co jest związanego ze złotem, a także Goldust zaczął parodiować nagrodę filmową – statuetkę Oscara. Dodano także jego osobisty aforyzm – You will never forget the name of and Goldust (pol. Nigdy nie zapomnisz imienia Goldust). W swoich promo często cytował lub nawiązywał do klasycznych hollywoodzkich filmów.
W późniejszych latach Runnels przyznał w wywiadzie, że Vince McMahon zaproponował mu występy o gimmicku postaci „androgynicznej”, na co od razu przystał nie wiedząc dokładnie co oznacza słowo „androgyniczny”. Początkowo Runnels uważał nowy gimmick za niewygodny do odgrywania podczas show, gdyż sam przyznał, że postać nie pasowała do jego osobowości, ale zdecydował się pracować nad tą rolą.
Swoje pierwsze mistrzostwo w WWE zdobył na gali Royal Rumble (1996) w styczniu 1996 pokonując Razor Ramona i zdobywając WWF Intercontinental Championship. Podczas tej walki zadebiutowała jako valet Goldusta jego żona Terri, która występowała jako Marlena. Mistrzostwo interkontynentalne utracił na gali King of the Ring (1996) w czerwcu 1996 na rzecz Ahmeda Johnsona. Od grudnia 1997 zaczął występować w przydomku jako The Artist Formerly Known As Goldust (co było nawiązaniem do artystycznego sloganu amerykańskiego wokalisty Prince’a), a jego nową menedżerką została Luna Vachon. Na początku 1998 zaczął parodiować innych wrestlerów i divy oraz do jego gimmicku próbowano dołączyć implanty piersi co jeszcze bardziej miałoby odzwierciedlać androgyniczność postaci, jednak ostatecznie porzucono ten pomysł.
Około czerwca 1998 rozpoczął feud z Valem Venisem oraz zmienił gimmick z Goldusta na własne nazwisko. Oprócz tego zaczął nazywać się „nowonarodzononym chrześcijaninem”. Runnels przechodził przez tłum widzów z opisaną koszulką „On wraca!”. Podczas gdy Runnels nawiązywał w gimmicku do paruzji Chrystusa w rzeczywistości WWF rozpoczęło storyline z powrotem gimmicku Goldusta, który zrealizowany został w październiku 1998. Na początku 1999 prowadził rywalizację z Alem Snowem, któremu skradł głowę manekina (rekwizyt), a także feudował z The Blue Meaniem, który zaczął naśladować Goldusta w mimice oraz zachowaniu. Następnie w lutym The Blue Meanie został uczniem Goldusta oraz w tym samym czasie jego nową menedżerką została Ryan Shamrock (siostra Kena Shamrocka w kayfabe). Po trzecie mistrzostwo interkontynentalne w WWF, Goldust sięgnął 29 marca 1999 na Raw is War, a następnie stracił je dwa tygodnie później na rzecz The Godfathera. W czerwcu 1999 opuścił WWF.

### World Championship Wrestling i federacje niezależne (1999 – 2002)
Do World Championship Wrestling (WCW) powrócił na początku listopada 1999. Zaczął występować w winietach odgrywając fantastyczną postać z pomalowaną na biało twarzą o imieniu Seven. Winiety te zawierały złowrogi materiał filmowy przedstawiający Rhodesa w pełnym makijażu, stojącego za oknem sypialni dziecka. Gimmick Rhodesa nawiązywał do postaci Strangerów z filmu Mroczne miasto. Niedługo potem gimmick ten został porzucony przez WCW, gdyż producenci określili, iż postać ta mogłaby zostać błędnie zinterpretowana jako porywacz dzieci bądź postać o zapędach pedofilskich. Następnie występował bez kostiumu i makijażu oraz zaczął kpić z gimmicku Goldusta jakim posługiwał się w WWF, występując jako „The American Nightmare” Dustin Rhodes i nawiązując tym samym do pseudonimu jego ojca – „The American Dream”. W marcu 2001 zawalczył w ostatniej gali pay-per-view federacji WCW – WCW Greed. W 2001 i 2002 występował okresowo w niezależnej federacji Turnbuckle Championship Wrestling, utworzonej przez jego ojca.

### Drugi powrót do WWF/WWE oraz inne federacje (2001 – 2005)
W grudniu 2001 nadal posiadał kontrakt w AOL Time Warner pomimo upadłości World Championship Wrestling, które zostało wykupione przez World Wrestling Federation, przez co Goldust zaakceptował dokończenie kontraktu w WWF z dwuletnią umową. Oficjalnie do WWF powrócił na gali Royal Rumble (2002) w dniu 20 stycznia 2002. w kolejnych miesiącach występował w dywizji hardcore, gdzie dziewięciokrotnie (w okresie od lutego do maja 2002) sięgał po mistrzostwo WWE Hardcore Championship.
W 2002 i 2003 występował w tag teamie z Bookerem T odgrywając wiele komediowych winiet oraz segmentów podczas odcinków Raw. Na gali Armageddon (2002) w grudniu 2002 sięgnęli po mistrzostwo World Tag Team Championship tracąc je na początku stycznia 2003 na Raw na rzecz Williama Regala i Lance’a Storma. Następnie przez resztę roku 2003 prowadził feud z Bookerem T. Kontrakt Goldusta wygasł w grudniu 2003 przez co opuścił federację WWE.
Jeszcze w grudniu 2003 wystąpił dla japońskiej federacji WORLD-1. Później kolejno przez 2004 rok występował w federacjach niezależnych Full Impact Pro i WrestleReunion. Od stycznia 2004 rozpoczął występy dla Total Nonstop Action Wrestling (TNA) jako „The Lone Star” Dustin Rhodes. W TNA występował do kwietnia 2005.

### Trzeci powrót do WWE oraz inne federacje (2005 – 2008)
Po raz trzeci do WWE powrócił pod koniec października 2005 jako heel zatrudniony przez Jonathana Coachmana jednak nie odegrał większej roli w WWE aż do jego wygaśnięcia kontraktu w czerwcu 2006. Ponownie od lata 2006 występował w federacjach niezależnych takich jak japońskie WORLD-1 i All Japan Pro Wrestling oraz brytyjska One Pro Wrestling.
W styczniu 2007 ponownie rozpoczął występy dla Total Nonstop Action Wrestling jako Black Reign. Zaliczał kolejne walki w programie Impact! oraz w następujących po sobie pay-per-view tej federacji, prowadząc różne rywalizacje (np. z Rhino i Abyssem). Na początku 2008 jego kontrakt z TNA uległ wygaśnięciu przez co po raz kolejny opuścił tę federację, przenosząc się na występy w federacjach niezależnych (Coastal Championship Wrestling).

### Czwarty i piąty powrót do WWE (2008 – 2019)
Jesienią 2008 po raz czwarty powrócił do występów w WWE jako Goldust. W maju 2009 założył krótkotrwały tag team z Hornswoggle’em. Pod koniec czerwca 2009 został przeniesiony do brandu Extreme Championship Wrestling oraz zaczął występować w programie WWE Superstars. Od marca 2010 zaczął występować na SmackDown, a następnie od maja tego samego roku został przeniesiony z powrotem na Raw.
Pod koniec sierpnia 2010 ogłoszono, że Goldust zostanie trenerem Aksany w trzecim sezonie WWE NXT. We wrześniu 2010 Goldust wszedł w skład storyline, zgodnie z którym Aksana miała problemy z wizą i groziła jej deportacja z terytorium Stanów Zjednoczonych. W kolejnym tygodniu Goldust, aby uchronić Aksanę przed wydaleniem z USA złożył jej propozycję małżeńską (w kayfabe) na co zawodniczka przystała. Na początku listopada 2010 odbyło się wesele Goldusta i Aksany (w kayfabe). Gdy Goldust zechciał pocałować swoją „żonę” został uderzony przez nią otwartą dłonią, po czym Aksana opuściła ring. W kolejnym odcinku NXT Goldust skonfrontował się ze swoją żoną na temat wesela, jednak Aksana oznajmiła, że wyszła za niego tylko dlatego, że chciała pozostać w Stanach Zjednoczonych na co Goldust odpowiedział ustawiając jej walkę z Naomi.
W grudniu 2010 ogłoszono, iż Goldust został kontuzjowany, przez co rozpoczął pauzę w występach. Wystąpił bez makijażu podczas mowy Edge’a na jednym z odcinków Raw w kwietniu 2011, który wystąpił żegnając się z fanami i przechodząc na emeryturę. Od lipca 2011 rozpoczął pracę jako zakulisowy producent programów WWE. Do maja 2012 występował sporadycznie. Na początku maja 2012 opuścił federację WWE. Od lata 2012 do lata 2013 pojawiał się okresowo w federacjach niezależnych.
Od 2013 ponownie pojawił się w WWE oraz wszedł w skład tag teamu ze swoim bratem Codym, z którym występował w drużynie przez dwa lata (jako m.in.: Rhodes Brothers oraz Stardust i Goldust) – do połowy lutego 2015, kiedy Cody zaatakował Goldusta rozwiązując tag team. Następnie przez kilka tygodni prowadził rywalizację z Codym. Od 2016 WE rozwijało storyline zgodnie z którym, Goldust próbował nawiązać współpracę z R-Truthem i przekonać go tag teamu. Od połowy maja 2016 zaczął występować z R-Truthem w tag teamie o nazwie The Golden Truth oraz zaczęli rywalizację z The Shining Stars (Primo i Epico Colon). Drużyna The Golden Truth przetrwała do połowy maja 2017, kiedy Goldust zaatakował R-Trutha przechodząc heel turn i rozwiązując drużynę. Pod koniec maja 2017 Goldust zaczął występować w winietach, które opisywane były hasłem The Golden Age is back. Winiety te zwiastowały rywalizację z R-Truthem. We wrześniu 2017 rozpoczął kolejną rywalizację z Brayem Wyattem. Do lipca 2018 występował w WWE jako low carder, w różnych rywalizacjach, a następnie przeszedł operację na oba kolana. Pod koniec marca 2019 media zajmujące się wrestlingiem ogłosiły, iż Runnels rozstał się z WWE ze względu na wygaśnięcie kontraktu. Na początku kwietnia 2019 Runnels potwierdził te doniesienia.

### All Elite Wrestling i dalsze występy (2019 – obecnie)
W All Elite Wrestling (AWE) zadebiutował podczas gali Double or Nothing (2019), gdzie zmierzył się ze swoim bratem Codym, przegrywając zmagania – starcie to magazyn Pro Wrestling Illustrated uznał za walkę roku 2019. Następnie przez kolejne tygodnie prowadził różne rywalizacje (m.in. ze stajnią Inner Circle oraz Shawnem Spearsem). Wystąpił również w turnieju inauguracyjnym o mistrzostwo AEW TNT Championship – w ćwierćfinale wygrał walkę z Kipem Sabianem, a następnie w półfinale turnieju uległ Lance’owi Archerowi. W czerwcu 2020 założył drużynę z Q. T. Marshallem pod nazwą The Natural Nightmares, która następnie ewoluowała w stajnię o nazwie The Nightmare Family. Od marca 2023 występuje w tag teamie o nazwie Naturally Limitless z Keithem Lee.

## Tytuły i osiągnięcia
- American Combat Wrestling

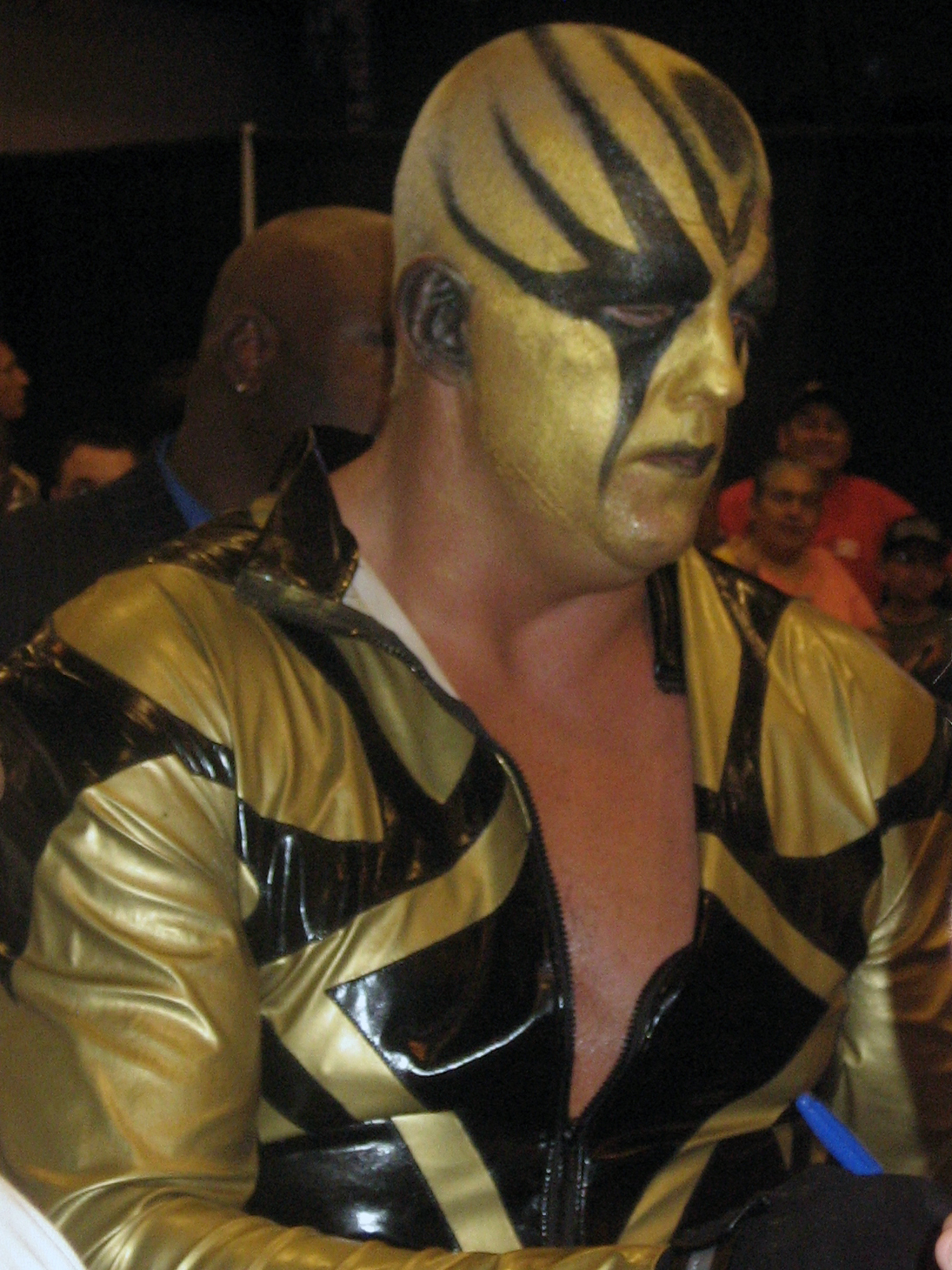
Dustin Runnels jako Goldust w WWE.

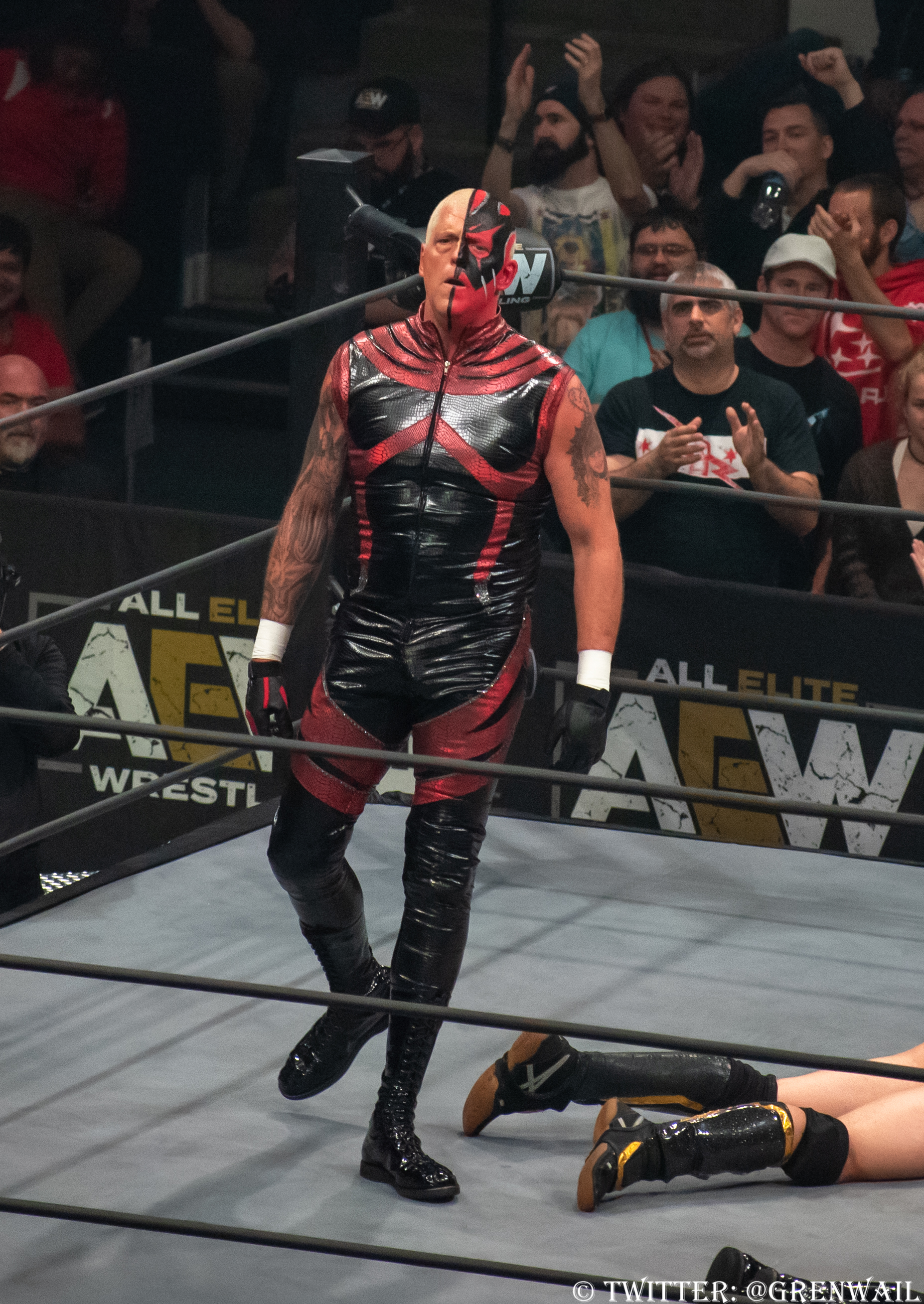
Dustin Runnels jako Dustin Rhodes w AEW.

  - ACW Heavyweight Championship (1 raz)
- Championship Wrestling from Florida
  - NWA Florida Heavyweight Championship (1 raz)
  - FCW Tag Team Championship (1 raz) – z Mikiem Grahamem
- Coastal Championship Wrestling
  - CCW Heavyweight Championship (1 raz)
- Professional Wrestling Federation
  - PWF Florida Championship (1 raz)
- Pro Wrestling Illustrated
  - Powrót roku (2013[28])
  - Walka roku (2019) – vs Cody na Double or Nothing.
  - Największy progres roku (1991)
  - Sklasyfikowany na 11. miejscu wśród 500 najlepszych wrestlerów w zestawieniu PWI 500 za rok 1996.
  - Sklasyfikowany na 126. miejscu wśród 500 najlepszych wrestlerów w zestawieniu „PWI Years” za rok 2003.
- Turnbuckle Championship Wrestling
  - TCW Heavyweight Championship (1 raz)
- World Championship Wrestling
  - WCW United States Heavyweight Championship (2 razy)
  - WCW World Six-Man Tag Team Championship (1 raz) – z Big Joshem i Tomem Zenkiem
  - WCW World Tag Team Championship (2 razy) – z Rickym Steamboatem (1 raz) i Barrym Windhamem (1 raz)
  - NWA World Tag Team Championship (1 raz) – z Barrym Windhamem
  - WCW United States Championship Tournament (1993)
- World Wrestling Federation/Entertainment/WWE
  - WWF Hardcore Championship (9 razy[29])
  - WWF Intercontinental Championship (3 razy)
  - WWE Tag Team Championship (2 razy) – z Codym Rhodesem/Stardustem
  - World Tag Team Championship (1 raz) – z Bookerem T
  - Slammy Awards (4 razy)
    - Najlepsza para (Best Couple; 1997) z Marleną.
    - Częsty tweeterowicz (Frequent Tweeter; 2010)
    - Powrót roku („You Still Got It” Best Superstar Return of the Year; 2013)
    - Tag team roku (Tag Team of the Year; 2013) – z Codym Rhodesem
- Wrestling Observer Newsletter
  - Najbardziej żenujący wrestler (1997)
  - Największy progres (1991)
  - Debiutant roku (1989)
  - Najgorszy gimmick (1995) jako Goldust.
  - Najgorszy gimmick (1997) jako The Artist Formerly Known As Goldust.
  - Najgorszy gimmick (2007) jako Black Reign.

## Inne media

### Filmografia
| Film | Film                               | Film                     | Film                   |
| Rok  | Tytuł                              | Rola                     | Uwagi                  |
| ---- | ---------------------------------- | ------------------------ | ---------------------- |
| 2014 | Meet Me There                      | Kaznodzieja Woodward     |                        |
| 2015 | The Murders of Brandywine Theater  | Oficer                   |                        |
| 2016 | Scooby-Doo! i WWE: Potworny wyścig | Goldust                  | dubbing                |
| 2019 | Scare Package                      | The Devil’s Lake Impaler | odc. Horror Hypothesis |
| 2020 | Copper Bill                        | Mitchell White           |                        |

### Gry komputerowe
Jego postać (m.in. Goldusta) pojawiła w kilkunastu grach komputerowych. Poniższa lista przedstawia gry komputerowe, w których pojawił się jako grywalna postać.
| Gry komputerowe | Gry komputerowe                    | Gry komputerowe                | Gry komputerowe |
| Rok             | Tytuł                              | Uwagi                          |                 |
| --------------- | ---------------------------------- | ------------------------------ | --------------- |
| 1994            | WCW: The Main Event                | Debiut w serii gier od WCW     |                 |
| 1994            | WCW SuperBrawl Wrestling           |                                |                 |
| 1996            | WWF In Your House                  | Debiut w serii gier od WWF/WWE |                 |
| 1998            | WWF War Zone                       |                                |                 |
| 1999            | WWF Attitude                       |                                |                 |
| 2001            | With Authority!                    |                                |                 |
| 2002            | WWE SmackDown! Shut Your Mouth     |                                |                 |
| 2003            | WWE WrestleMania XIX               |                                |                 |
| 2003            | WWE Raw 2                          |                                |                 |
| 2003            | WWE SmackDown! Here Comes the Pain |                                |                 |
| 2009            | WWE SmackDown vs. Raw 2010         |                                |                 |
| 2010            | WWE SmackDown vs. Raw 2011         |                                |                 |
| 2011            | WWE ’12                            |                                |                 |
| 2012            | WWE '13                            | postać DLC                     |                 |
| 2014            | WWE 2K15                           | Motion capture                 |                 |
| 2015            | WWE 2K16                           | Motion capture                 |                 |
| 2016            | WWE 2K17                           | Motion capture                 |                 |
| 2017            | WWE 2K18                           | Motion capture                 |                 |
| 2018            | WWE 2K19                           | Motion capture                 |                 |
| 2023            | AEW Fight Forever                  |                                |                 |

## Życie osobiste
Dustin Runnels jest synem wrestlera Dusty’ego Rhodesa (1945–2015) i jego żony Sandry. Jego przyrodnim bratem jest Cody Rhodes. Ponadto ma jeszcze dwie siostry: Kristin Runnels Ditto (była cheerleaderka drużyny futbolowej Dallas Cowboys) oraz Teil Gergel.
W latach 1993–1999 jego żoną była wrestlerka i valet Terri Runnels, z którą ma córkę – Dakotę Avery. W latach 2002–2003 jego drugą żoną była Milena Martelloni. W grudniu 2010 wydał autobiografię pt. Cross Rhodes: Goldust, Out of the Darkness. W 2012 jego trzecią żoną została Ta-rel Marie Roche.